# Квантіко (військова база)
Військова база Корпусу морської піхоти Квантіко (англ. Marine Corps Base Quantico, (MCB Quantico) — діюча база Корпусу морської піхоти, розташована поблизу Трайангла, штат Вірджинія, яка займає майже 55 148 акрів (22 318 га; 223,18 км2) південної частини округу Принс-Вільям, штат Вірджинія, на півночі округу Стаффорд, і південно-східний округ Фокір. База морської піхоти Квантіко використовується переважно для навчання особового складу Корпусу і відома як «Перехрестя Корпусу морської піхоти».
Військова база Квантіко — це переписне місце (CDP) в округах Принс-Вільям і Стаффорд у штаті Вірджинія, яке використовується Бюро перепису населення для опису основного житла. Населення за переписом 2010 року становило 4452 особи.
На території бази розміщується Командування бойового розвитку Корпусу морської піхоти, яке розробляє стратегії бойових дій морської піхоти США та становить більшу частину спільноти з понад 12 000 військових і цивільних осіб (включаючи сім'ї). Бюджет бази становить близько 300 мільйонів доларів, і тут розташована школа кандидатів в офіцери морської піхоти. Дослідницький центр Корпусу морської піхоти в Квантіко займається дослідженнями та розробкою обладнання, особливо телекомунікаційного, для Корпусу морської піхоти.
Академія ФБР, головний дослідницький і навчальний заклад Федерального бюро розслідувань, а також головний навчальний заклад для Управління боротьби з наркотиками (DEA), також дислокуються на території базі.
У 2001 році база була визначена Національним реєстром історичних місць як частина історичного району бази морської піхоти Квантіко. Цей сектор включає 122 будівлі, два ландшафтні об'єкти, скульптуру та водонапірну вежу.